# Junioren-Badmintonsüdamerikameisterschaft 2017
Die Junioren-Badmintonsüdamerikameisterschaft 2017 fand vom 7. bis zum 14. Dezember 2017 in Rio de Janeiro in Brasilien statt.

## Sieger und Platzierte U11
| Disziplin    | Gold                                         | Silber                                   | Bronze                                         |
| ------------ | -------------------------------------------- | ---------------------------------------- | ---------------------------------------------- |
| Herreneinzel | Jonathan Barbosa Faria                       | Bruno Alonso                             | Kaua Laurentino Souza                          |
| Herreneinzel | Jonathan Barbosa Faria                       | Bruno Alonso                             | Marcelo Ruiz                                   |
| Dameneinzel  | Shary Andrade                                | Leticia Pinto Andres                     | Leticia Araujo Ferreira                        |
| Dameneinzel  | Shary Andrade                                | Leticia Pinto Andres                     | Luciana Barboza Lescano                        |
| Herrendoppel | Jonathan Barbosa Faria Kaua Laurentino Souza | Marcelo Ruiz Umesh Lescano               | Bruno Alonso Luiz Mai Chen                     |
| Herrendoppel | Jonathan Barbosa Faria Kaua Laurentino Souza | Marcelo Ruiz Umesh Lescano               | Rafael E. Dantas Botelho Renan Rocha Kruk      |
| Damendoppel  | Rafaela Silva Shary Andrade                  | Eduarda Dias Prates Leticia Pinto Andres | Ana Julia Machado Leticia Araujo Ferreira      |
| Damendoppel  | Rafaela Silva Shary Andrade                  | Eduarda Dias Prates Leticia Pinto Andres | Giovana Camilo Santos Luana Rosa Lima Almeida  |
| Mixed        | Kaua Laurentino Souza Eduarda Dias Prates    | Marcelo Ruiz Luciana Barboza Lescano     | Jonathan Barbosa Faria Leticia Araujo Ferreira |
| Mixed        | Kaua Laurentino Souza Eduarda Dias Prates    | Marcelo Ruiz Luciana Barboza Lescano     | Alejandro Crisanto Lucero Roque                |

## Sieger und Platzierte U13
| Disziplin    | Gold                                        | Silber                                       | Bronze                                        |
| ------------ | ------------------------------------------- | -------------------------------------------- | --------------------------------------------- |
| Herreneinzel | Renan Rosa Melo                             | Pedro V. Bittencourt Santos                  | Henry Huebla Leon                             |
| Herreneinzel | Renan Rosa Melo                             | Pedro V. Bittencourt Santos                  | Sharum Durand                                 |
| Dameneinzel  | Gianna Stiglich                             | Fernanda Munar                               | Namie Miyahira                                |
| Dameneinzel  | Gianna Stiglich                             | Fernanda Munar                               | Rafaela Munar                                 |
| Herrendoppel | Pedro V. Bittencourt Santos Renan Rosa Melo | Guilherme Martelli Viktor Gvozdar Sais       | Gabriel R. Casara Lucas Macanha Rodrigues     |
| Herrendoppel | Pedro V. Bittencourt Santos Renan Rosa Melo | Guilherme Martelli Viktor Gvozdar Sais       | Ian Moromisato Vasco Belmont                  |
| Damendoppel  | Fernanda Munar Rafaela Munar                | Gianna Stiglich Namie Miyahira               | Maria Fernanda F. Souza Marina Sofia C. Alves |
| Damendoppel  | Fernanda Munar Rafaela Munar                | Gianna Stiglich Namie Miyahira               | Naomi Morales Stefanía Canchanya              |
| Mixed        | Sharum Durand Fernanda Munar                | Renan Rosa Melo Maria Eduarda Mazza Oliveira | Cristobal Guzmán-Barrón Rafaela Munar         |
| Mixed        | Sharum Durand Fernanda Munar                | Renan Rosa Melo Maria Eduarda Mazza Oliveira | Ian Moromisato Namie Miyahira                 |

## Sieger und Platzierte U15
| Disziplin    | Gold                                            | Silber                                                     | Bronze                                                |
| ------------ | ----------------------------------------------- | ---------------------------------------------------------- | ----------------------------------------------------- |
| Herreneinzel | Davi Carvalho M. Silva                          | Paulo Feitosa Alves Vieira                                 | Mateo Maira                                           |
| Herreneinzel | Davi Carvalho M. Silva                          | Paulo Feitosa Alves Vieira                                 | Deivid Carvalho M. Silva                              |
| Dameneinzel  | Andrea Flores                                   | Airi Moromisato Kina                                       | Karen Bianca S. Souza                                 |
| Dameneinzel  | Andrea Flores                                   | Airi Moromisato Kina                                       | Sofia Alonso                                          |
| Herrendoppel | Davi Carvalho M. Silva Deivid Carvalho M. Silva | Fernando Costa Vieira Junior Paulo Feitosa Alves Vieira    | Jhoey Alexis Tejada Rojas Remo Blondet Martinez       |
| Herrendoppel | Davi Carvalho M. Silva Deivid Carvalho M. Silva | Fernando Costa Vieira Junior Paulo Feitosa Alves Vieira    | Alejandro Chueca Sánchez Fabricio Tabini              |
| Damendoppel  | Airi Moromisato Kina Andrea Flores              | Geisa Oliveira Sofia Alonso                                | Camille Oliveira Andrade Karen Bianca S. Souza        |
| Damendoppel  | Airi Moromisato Kina Andrea Flores              | Geisa Oliveira Sofia Alonso                                | Isabelle Cristine R. Oliveira Maria Emanuele F. Rocha |
| Mixed        | Deivid Carvalho M. Silva Karen Bianca S. Souza  | Fernando Costa Vieira Junior Isabelle Cristine R. Oliveira | Paulo Feitosa Alves Vieira Maria Emanuele F. Rocha    |
| Mixed        | Deivid Carvalho M. Silva Karen Bianca S. Souza  | Fernando Costa Vieira Junior Isabelle Cristine R. Oliveira | Adriano Viale Aguirre Andrea Flores                   |

## Sieger und Platzierte U17
| Disziplin    | Gold                                    | Silber                                 | Bronze                                          |
| ------------ | --------------------------------------- | -------------------------------------- | ----------------------------------------------- |
| Herreneinzel | Alonso Medel                            | Gustavo Alfredo Salazar                | Nicolás Macías                                  |
| Herreneinzel | Alonso Medel                            | Gustavo Alfredo Salazar                | Diego Castillo                                  |
| Dameneinzel  | Fernanda Saponara Rivva                 | Inés Mendoza                           | Micaela Castillo Salazar                        |
| Dameneinzel  | Fernanda Saponara Rivva                 | Inés Mendoza                           | Micaela Flores                                  |
| Herrendoppel | Gustavo Alfredo Salazar Nicolás Macías  | Mariano Novoa Rodrigo Camogliano       | Nicolas Oliva Santiago Otero                    |
| Herrendoppel | Gustavo Alfredo Salazar Nicolás Macías  | Mariano Novoa Rodrigo Camogliano       | Caio Coutinho Welton Juvenal Menezes            |
| Damendoppel  | Inés Mendoza Micaela Castillo Salazar   | Fernanda Saponara Rivva Micaela Flores | Izabel C. Cunha Azevedo Maria Fernanda Oliveira |
| Damendoppel  | Inés Mendoza Micaela Castillo Salazar   | Fernanda Saponara Rivva Micaela Flores | Constanza Naranjo Mickaela Skaric               |
| Mixed        | Gustavo Salazar Fernanda Saponara Rivva | Rodrigo Camogliano Micaela Flores      | Mariano Novoa Inés Mendoza                      |
| Mixed        | Gustavo Salazar Fernanda Saponara Rivva | Rodrigo Camogliano Micaela Flores      | Nicolás Macías Micaela Castillo Salazar         |

## Sieger und Platzierte U19
| Disziplin    | Gold                      | Silber                                          | Bronze                                           |
| ------------ | ------------------------- | ----------------------------------------------- | ------------------------------------------------ |
| Herreneinzel | Donnians Lucas Oliveira   | Felipe Mendes Ribeiro                           | Jonathan S. Souza Matias                         |
| Herreneinzel | Donnians Lucas Oliveira   | Felipe Mendes Ribeiro                           | Bruno Barrueto                                   |
| Dameneinzel  | Inés Castillo             | Paula La Torre                                  | Stefany Chen                                     |
| Dameneinzel  | Inés Castillo             | Paula La Torre                                  | Ashley Montre                                    |
| Herrendoppel | Bruno Barrueto Diego Mini | Francisco Brandao Vinicius Sugiura              | Donnians Lucas Oliveira Jonathan S. Souza Matias |
| Herrendoppel | Bruno Barrueto Diego Mini | Francisco Brandao Vinicius Sugiura              | Andy Baque Marcillo Joseph Rodriguez Huebla      |
| Damendoppel  | Stefany Chen Valeria Wong | Inés Castillo Paula La Torre                    | Andrezza Ribeiro Thais Ferreira Eloi             |
| Damendoppel  | Stefany Chen Valeria Wong | Inés Castillo Paula La Torre                    | Ingrid Salas Yue Yang                            |
| Mixed        | Diego Mini Paula La Torre | Jonatas Silva Carvalho Monaliza Bezerra Feitosa | Jonathan S. Souza Matias Claudia Macedo Gervasio |
| Mixed        | Diego Mini Paula La Torre | Jonatas Silva Carvalho Monaliza Bezerra Feitosa | Gabriel Morales Manoela Gori                     |